# رودلف كيلر (لاعب هوكي الجليد)
رودلف كيلر (و. 1925  م) هو لاعب هوكي الجليد سويسري، ولد في سويسرا، شارك في الألعاب الأولمبية الشتوية 1956، مركز لعبه هو مدافع ‏.

## روابط خارجية
- رودلف كيلر على موقع EliteProspects.com (الإنجليزية)
- رودلف كيلر على موقع أوليمبيديا (الإنجليزية)